# Il Teatro degli Orrori (album)
Il Teatro degli Orrori è il quarto album omonimo della band italiana Il Teatro degli Orrori, pubblicato dall'etichetta indipendente La Tempesta e distribuito dalla Universal il 2 ottobre 2015.

## Tracce
Testi di Pierpaolo Capovilla, musiche di Pierpaolo Capovilla, Giulio Favero, Gionata Mirai, Francesco Valente.
1. Disinteressati e indifferenti – 3:53
2. La paura – 3:11
3. Lavorare stanca – 4:08
4. Bellissima – 3:54
5. Il lungo sonno – 3:49
6. Una donna – 4:21
7. Benzodiazepina – 3:33
8. Genova – 3:39
9. Cazzotti e suppliche – 5:00
10. Slint – 5:42
11. Sentimenti inconfessabili – 4:23
12. Una giornata al sole – 4:22

## Formazione

### Gruppo
- Pierpaolo Capovilla - voce
- Gionata Mirai - chitarra elettrica
- Giulio Ragno Favero - basso
- Francesco Valente - batteria
- Marcello Batelli – chitarra elettrica
- Kolë Laca – tastiere elettroniche